# COVID-19 в Гоа
Первый случай, связанный с пандемией COVID-19, был подтверждён в Гоа 25 марта 2020 года. За последующие месяцы пандемии в штате были выявлены в общей сложности более 9 тысяч заболевших (из них 6.2 тысячи уже выздоровели), 80 человек погибло; проведено более 150 тысяч тестов (на 10 августа).

## Хронология
- 23 марта главный министр Гоа объявил, что магазины, торгующие такими необходимыми товарами, как продукты питания, молоко, мясо и овощи, будут открыты каждый день с 6 до 11 утра[3][4].
- 24 марта 2020 года правительство Гоа объявило о запрете на въезд в Гоа до 31 марта 2020 года, и что даже продуктовые магазины будут закрыты[5][6].
- Затем вечером 24-го, премьер-министр объявил о запрете на въезд во все территории страну до 14 апреля 2020 года[7].
- Первые три положительных случая были выявлены в Гоа 25 марта 2020 года. Трое пациентов мужского пола были в возрасте 25, 29 и 55 лет и отправлялись в Испанию, Австралию и США соответственно[8].
- 26 марта 2020 года главный министр объявил, что магазины, продающие молоко, овощи и рыбу, будут открыты со следующего дня[9].
- Правительство штата задействовавло два батальона Центральной резервной полиции 28 марта, чтобы помочь обеспечить блокировку[10].
- Еще 2 положительных случая были объявлены положительными 29 марта 2020 года. Один человек вернулся с Багамских островов, а другой общался с одним из первых трех положительных пациентов. Оба были из Гоа и уже находились под карантином[11].
- 3 апреля было объявлено о шестом заболевшем в Гоа. У человека была история путешествий в Мозамбик[12].
- Седьмой случай в Гоа был обнаружен 4 апреля. Пациент имел историю поездок за рубеж[13].
- Все семь человек в Гоа излечились от инфекции COVID-19, и теперь главный министр объявил, что штат свободен от COVID-19[14].
- C 12 мая правительство разрешило въезд в Гоа таких видов транспорта, как поезда, автобусы и автомобили[15], что привело к огромному притоку людей из других штатов[16], а это вызвало большой всплеск случаев COVID-19 в Гоа, начавшийся 14 мая[17], с 39 новыми случаями за 6 дней до 19 мая[18].
- В середине мая 2020 года правительство запретило частной лаборатории проводить анализы на новый коронавирус, единственной лабораторией остался проправительственный Goa Medical College. С 31 мая губернатором планируется объявить Гоа свободным от COVID (за исключением импортных случаев) и открыть туризм[19]. Мощности штата по тестированию оцениваются на уровне порядка 1 тыс. тестов в сутки (план — до 1.5-2 тыс.[20]); требование карантина для въезжающих в штат отменено, однако посетители обязаны либо иметь отрицательный сертификат, либо сдать тест на месте. На конце мая властям штата было известно о 39 активных случаях заболевания[21][22].
- На 2 июня всего было обнаружено 79 случаев, активны 22, тестов проведено 22.3 тысяч[23].
- По состоянию на 9 июня уровень выявления заболевших для Гоа составлял 214 на миллион, превышая среднее значение для страны. Всего 330 случаев, 263 активных, около 90 % из них без проявления симптомов. Общее число тестов 31,455[24]. 11 июня лишь 30 отелей области подали заявки на открытие (см. Туризм в Гоа[англ.])[25].
- 22 июня сообщено о первой жертве коронавируса в Гоа: 85-летнем мужчине[26].
- Во второй половине июня в Гоа были зафиксированы три смерти от коронавирусного заболевания 19. К концу месяца наблюдался небольшой рост числа выявляемых случаев в сутки до уровня порядка 70-90 заболевших в день[27].
- На 1 августа штат насчитывал суммарно почти 6,2 тысячи выявленных заболевших и 48 погибших[28].